# Scarlet
Scarlet — шведський хеві-метал дует, створений у 2018 році. 
Учасниці гурту тримають у секреті свої справжні імена, і виступають під псевдонімами Scarlet Hunts і Thirsty.
Scarlet Hunts характеризується розписом обличчя, схожим на скелет, тоді як Thirsty зображена як кривавий вампір.

## Історія
Кажуть, що учасниці гурту, Scarlet Hunts і Thirsty, познайомилися, коли обидві потрапили до закладу для проблемної молоді. Потім вони разом почали писати музику та тексти пісень на основі свого темного минулого, поєднаного з сучасним досвідом, думками та почуттями. Їхні ліричні теми прямі, чесні та не цензуровані. У них також спільний день народження 13 грудня. У свій перший рік як активний дует, вони виступали на фестивалях Sweden Rock Festival, Gefle Metal Festival і Knotfest.
У 2018 році гурт Scarlet підписав контракт із звукозаписним лейблом ART:ERY Music Group, де випустив свої перші три сингли: «Age Of Seduction», «Hail the Apocalypse», «Killer Quinn». 
У 2020 році гурт Scarlet підписав контракт із німецьким звукозаписним лейблом Arising Empire і в листопаді того ж року випустив свій дебютний альбом «Obey the Queen», який отримав позитивні відгуки в метал-спільноті.
У 2021 році дует розпочав співпрацю з Held MGMT.
1 грудня 2023 року було оголошено, що гурт Scarlet візьме участь у музичному конкурсі  Melodifestivalen 2024 із піснею «Circus X». Пройшовши до другого туру голосування 2 березня 2024 року, вони зрештою вибули з конкурсу.

## Дискографія

### Студійні альбоми
- Obey the Queen (2020)

### Сингли
- Age of Seduction (2018)
- Hail the Apocalypse (2018)
- Killer Quinn (2018)
- End in Blood (2019)
- Beauty & Beast (2020)
- #bossbitch (2020)
- Love Heroin (2020)
- Everybody Dies (2022)
- Circus X (2024)

### Чарт синглів
| Назва      | Рік  | Пікові позиції в чартах | Альбом           |
| Назва      | Рік  | SWE                     | Альбом           |
| ---------- | ---- | ----------------------- | ---------------- |
| "Circus X" | 2024 | 12                      | Non-album single |